# Gegeneophis ramaswamii
Gegeneophis ramaswamii es una especie de anfibio gimnofión de la familia Caeciliidae.
Es endémica de las colinas llamadas Cardamom Hills, y se halla hasta una altitud de 900 m. En Kerala, se encuentra en el distrito de Thiruvananthapuram y en el de Kollam; en Tamil Nadu, en el distrito de Kanyakumari.